# Shalamzār
Shalamzār (persiska: شلمزار) är en kommunhuvudort i Iran.   Den ligger i provinsen Chahar Mahal och Bakhtiari, i den centrala delen av landet, 400 km söder om huvudstaden Teheran. Shalamzār ligger 2 025 meter över havet och antalet invånare är 7 003.
Terrängen runt Shalamzār är kuperad åt nordost, men åt sydväst är den bergig.Runt Shalamzār är det ganska tätbefolkat, med 62 invånare per kvadratkilometer. Närmaste större samhälle är Jūnqān, 17,1 km nordväst om Shalamzār. Trakten runt Shalamzār består i huvudsak av gräsmarker.